# Regierung Martin II
Die Regierung Martin II ist die seit dem 23. Januar 2025 amtierende Regierung von Irland. Premierminister ist Micheál Martin. Sie löste die Regierung Harris ab.

## Regierungsbildung
Nach der Wahl am 29. November 2024 begannen zwei der drei bisherigen Regierungsparteien, Fianna Fáil und Fine Gael, mit der Regierungsbildung. Zunächst wurden Sondierungsgespräche mit der Irish Labour Party und den Social Democrats geführt, bevor man sich Unabhängigen Kandidaten zuwandte. Schließlich führte man Koalitionsgespräche mit der sogenannten Regional Independent Group unter Leitung von Michael Lowry. Am 14. Januar 2025 verkündeten die Verhandlungspartner eine Einigung, die unter anderem einen Wechsel des Taoiseachs zwischen FF und FG im Jahr 2027 vorsieht (Israelisches Modell).
Nach der Einigung und der Zustimmung der Parteitage von FF und FG zum Regierungsprogramm sollte am 22. Januar 2025 die Wahl des Taoiseachs erfolgen. Nachdem es zu Streitigkeiten über die Rederechte der Unabhängigen Parlamentarier, welche die Regierung unterstützen, gekommen war, musste die Wahl aufgeschoben werden. Am Folgetag erfolgte schließlich die Wahl mit 95 von 160 Stimmen.
Am 29. Januar 2025 wurden die 23 Staatsminister bekanntgegeben.

## Regierungsmitglieder
| Amt | Name | Name                      | Partei                          |
| --- | ---- | ------------------------- | ------------------------------- |
| Taoiseach (Premierminister) |      | Micheál Martin            | FF                              |
| Tánaiste (stellvertretender Premierminister)                                                                                        |      | Simon Harris              | FG                              |
| Außenminister, Minister für Handel                                                                                                  |      | Simon Harris              | FG                              |
| Verteidigungsminister |      | Simon Harris              | FG                              |
| Finanzminister |      | Paschal Donohoe           | FG                              |
| Vergabewesen, Infrastruktur, Öffentlicher Dienst, Reform und Digitalisierung                                                        |      | Jack Chambers             | FG                              |
| Minister für Justiz, Innere Angelegenheiten und Migration                                                                           |      | Jim O’Callaghan           | FF                              |
| Minister für soziale Sicherung, ländlichen Raum, Gemeinschaft und Gaeltacht                                                         |      | Dara Calleary             | FF                              |
| Minister für Wohnungsbau und lokale Verwaltung                                                                                      |      | James Browne              | FF                              |
| Minister für Klima, Umwelt und Energie und lokale Verwaltung                                                                        |      | Darragh O’Brien           | FF                              |
| Verkehrsminister |      | Darragh O’Brien           | FF                              |
| Minister für höhere Bildung, Innovation und Forschung                                                                               |      | James Lawless             | FF                              |
| Ministerin für Kinder, Behinderte, Gleichstellung und Integration                                                                   |      | Norma Foley               | FF                              |
| Gesundheitsministerin |      | Jennifer Carroll MacNeill | FG                              |
| Bildungsministerin |      | Helen McEntee             | FG                              |
| Minister für Landwirtschaft, Ernährung und Meeresangelegenheiten                                                                    |      | Martin Heydon             | FG                              |
| Minister für Unternehmen, Tourismus und Arbeit                                                                                      |      | Peter Burke               | FG                              |
| Minister für Medien, Kommunikation, Kultur und Sport                                                                                |      | Patrick O’Donovan         | FG                              |
| Generalstaatsanwalt |      | Rossa Fanning             | Parteilos                       |
| Staatsminister | Name | Name                      | Partei                          |
| Staatsministerin beim Premierminister, Government Chief Whip                                                                        |      | Mary Butler               | FF                              |
| Staatsministerin für geistige Gesundheit (mit Kabinettsrang)                                                                        |      | Mary Butler               | FF                              |
| Staatsministerin für benachteiligte Menschen (mit Kabinettsrang)                                                                    |      | Hildegarde Naughton       | FG                              |
| Staatsminister für Internationalen Verkehr, Logistik und Güterverkehr, Straßen- und Schienenverkehr sowie Häfen (mit Kabinettsrang) |      | Seán Canney               | Unabhängiger (regionale Gruppe) |
| Staatsminister für Lebensmittelvermarktung, neue Märkte, Forschung und Entwicklung (mit Kabinettsrang)                              |      | Noel Grealish             | Unabhängiger (regionale Gruppe) |
| Staatsminister für Migration |      | Colm Brophy               | FG                              |
| Staatsminister für Sport und das Postwesen                                                                                          |      | Charlie McConalogue       | FF                              |
| Staatsminister für Kleinunternehmen und Kreislaufwirtschaft                                                                         |      | Alan Dillon               | FG                              |
| Staatsminister für Finanzdienstleistungen, Kreditgenossenschaften und das Versicherungswesen                                        |      | Robert Troy               | FF                              |
| Staatsminister für die Fischereiangelegenheiten und Meerespolitik                                                                   |      | Timmy Dooley              | FF                              |
| Staatsminister für Völkerrecht, Rechtsreform und Jugendgerichtsbarkeit                                                              |      | Niall Collins             | FF                              |
| Staatsminister für Europäische Angelegenheiten                                                                                      |      | Thomas Byrne              | FF                              |
| Staatsminister für Förderunterricht und Inklusion                                                                                   |      | Michael Moynihan          | FF                              |
| Staatsminister für das Office of Public Works                                                                                       |      | Kevin Moran               | Unabhängiger (Regionale Gruppe) |
| Staatsministerin für Beschaffungswesen, Digitalisierung und eGovernment                                                             |      | Emer Higgins              | FG                              |
| Staatsministerin für das öffentliche Gesundheitswesen und die Drogenbekämpfungsstrategie                                            |      | Jennifer Murnane O’Connor | FF                              |
| Staatsminister für Forstwirtschaft, landwirtschaftliche Sicherung und Gartenbau                                                     |      | Michael Healy-Rae         | Unabhängiger (Ländliche Gruppe) |
| Staatsminister für Entwicklungszusammenarbeit und die irische Diaspora                                                              |      | Neale Richmond            | FG                              |
| Staatsminister für kommunale Entwicklung, Wohltätigkeitsorganisationen, Gaeltacht und die Inseln sowie für den ländlichen Verkehr   |      | Jerry Buttimer            | FG                              |
| Staatsminister für kommunale Verwaltung und kommunale Planung                                                                       |      | John Cummins              | FG                              |
| Staatsminister für das Natur- und Kulturerbe sowie für die Biodiversität                                                            |      | Christopher O’Sullivan    | FF                              |
| Staatsministerin für Handelserleichterungen, künstliche Intelligenz und digitale Transformation                                     |      | Niamh Smyth               | FF                              |
| Staatsministerin für Aus-, Fort- und Weiterbildung, Bauwesen und Klimakompetenzen                                                   |      | Marian Harkin             | Unabhängige                     |
| Staatsminister für Wohnungswesen |      | Kieran O’Donnell          | FG                              |